# 도쿄 넘버원 소울 셋
도쿄 넘버원 소울 셋 (トーキョーナンバーワンソウルセット, TOKYO No.1 SOUL SET)은 일본의 힙합 밴드이다. 1990년대 초에 결성하여 인디활동을 하다가 1994년부터 메이저에서 음반을 내기 시작했다.

## 멤버
카와나베 히로시(川辺ヒロシ)DJ, 트랙 메이킹. 가고시마현 출신으로 덴키 그루브의 이시노 타큐(石野卓球)와 함께 이후 잉크 결성.
빗케(BIKKE ビッケ)본명은 미야모토 켄이치(宮本謙市), 보컬, 작사담당 사이타마현출신
와타나베 토시미(渡辺俊美)기타, 보컬, 사운드 프로덕션. 후쿠시마현 출신. 솔로 유닛인 The Zoot16로도 활동. 두번째 이혼후 혼자 장남을 키우며 쓴 에세이를 2014년에 출간. 이것이 드라마화하여 음악도 담당했다.
- 여성 힙합그룹 HALCALI과 교류가 있었음

## 음반 목록
- 1993 _ PURE LIKE AN ANGEL _ (EP)
- 1995 _ TRIPLE BARREL _ (오리콘 46위)
- 1996 _ Jr. _ (오리콘 25위)
- 1999 _ 9 9/9 '99 野音 _ (라이브)
- 1999 _ 10     _ (오리콘 19위)
- 2005 _ OUTSET _ (오리콘 48위)
- 2008 _ No.1 _ (오리콘 74위)
- 2009 _ BEYOND THE WORLD _ (오리콘 77위)
- 2012 _ Grinding Sound _ (오리콘 86위)
- 2013 _ try∴angle _ (오리콘 102위)